# Rio Daraá
Rio Daraá är ett vattendrag i Brasilien.   Det ligger i delstaten Amazonas, i den nordvästra delen av landet, 2 500 km nordväst om huvudstaden Brasília.
I omgivningarna runt Rio Daraá växer i huvudsak städsegrön lövskog. Trakten runt Rio Daraá är nära nog obefolkad, med mindre än två invånare per kvadratkilometer.